# Trittico dell'Annunciazione (Barthélemy d'Eyck)

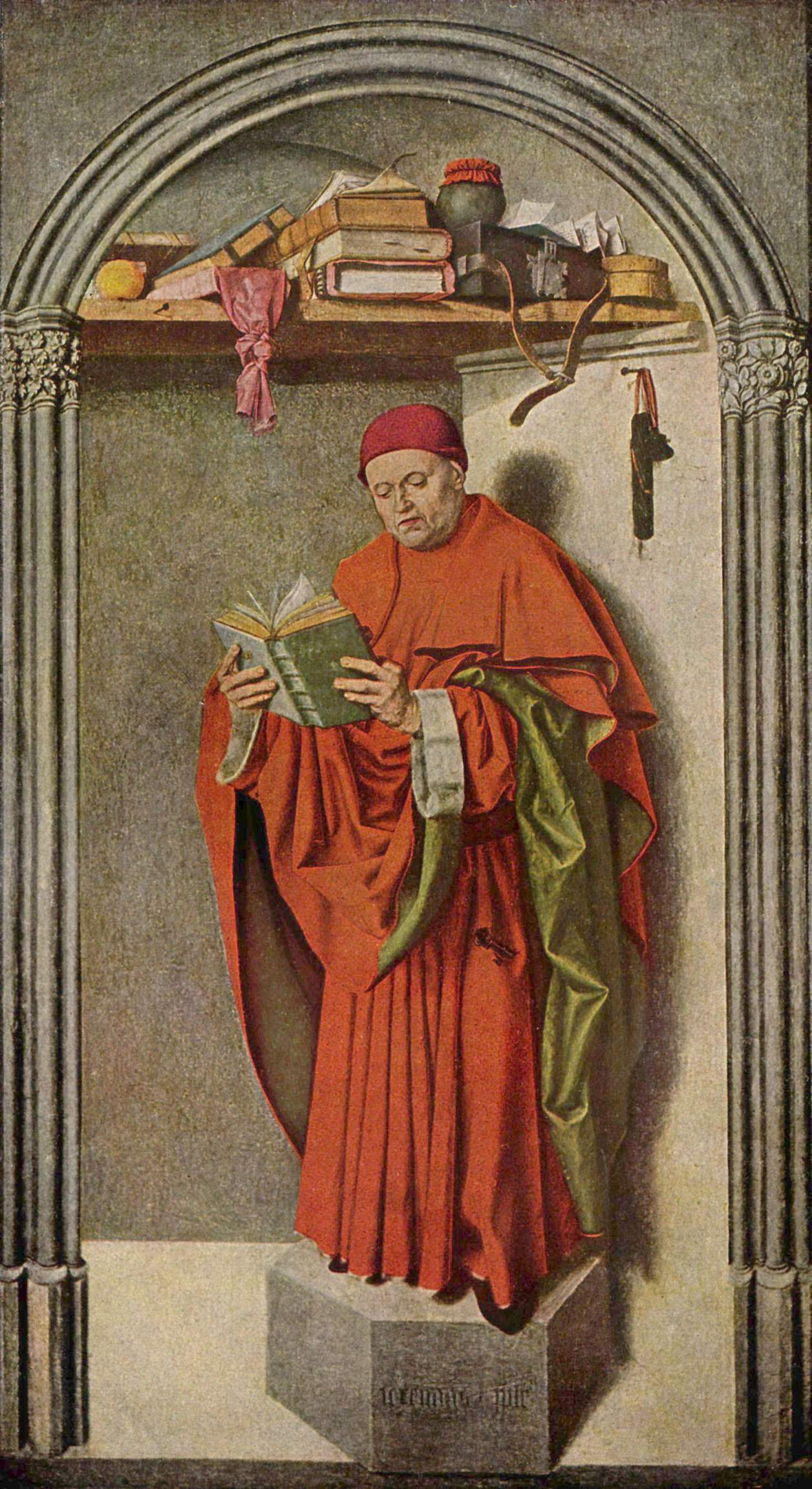
Geremia, a Bruxelles.

Il Trittico dell'Annunciazione è un'opera, tecnica mista su tavola, attribuita a Barthélemy d'Eyck o, più prudentemente, al Maestro dell'Annunciazione di Aix-en-Provence. È databile al 1443-1445 e proviene dalla Cattedrale di San Salvatore  di Aix-en-Provence, mentre oggi è smembrato in più musei: il pannello centrale dell'Annunciazione si trova ad Aix-en-Provence nella chiesa della Maddalena; il pannello sinistro col profeta Isaia è diviso in due parti, il profeta al Museo Boijmans Van Beuningen di Rotterdam, mentre la parte alta con uno scaffale pieno di libri ed oggetti vari è conservata al Rijksmuseum di Amsterdam; lo scomparto destro con il profeta Geremia è infine al Museo reale delle belle arti del Belgio di Bruxelles. Sul rovescio degli scomparti laterali è dipinto un Noli me tangere.

## Descrizione e stile
L'opera venne commissionata dal mercante di tessuti Pierre Corpici. Nello scomparto centrale si vede l'Annunciazione ambientata in una chiesa gotica, con l'Angelo posto sotto una volta, sopra la quale si trova una specie di cantoria da dove, oltre un rosone traforato, appare Dio Padre con due angeli, mentre la Madonna è inginocchiata a destra sullo sfondo di due navate scorciate arditamente in prospettiva in diagonale, con un punto di fuga posto all'estremità destra. 
La proporzione tra edificio e sfondo, come in altri maestri fiamminghi, non è veritieramente calcolata, ma i personaggi sono più grandi, senza per questo compromettere l'armonia dell'insieme. Le vesti ampie e dilatate rivelano l'influsso della scuola borgognona, stendendosi su vaste superfici con non troppe pieghe, in modo da evidenziare la preziosità dei tessuti.
In quest'opera la luce unifica la scena ed è di chiara derivazione fiamminga (Robert Campin), come anche i dettagli minuti e talvolta curiosi (come il diavoletto alato e il pipistrello nei lobi dell'arco a sinistra). In questo caso però si può percepire un influsso provenzale, che congela la composizione e definisce i singoli dettagli con precisione, mentre le figure principali sono modellate plasticamente.
Nei pannelli laterali spicca soprattutto la resa straordinariamente realistica delle nature morte sugli scaffali nella parte superiore. La luce è intensa e modula con efficacia la figura, con un ricorso sintetico alle pieghe nella veste.